# Садиба Бальменів
Садиба Бальменів — палацово-парковий ансамбль та пам'ятка історії місцевого значення в Линовиці. З палацово-паркового ансамблю збереглися лише в'їзна брама та парк.

## Історія
Рішенням виконкому Чернігівської обласної ради народних депутатів від 26.06.1989 № 130 будинку надано статус «пам'ятник історії місцевого значення» з охоронним № 6866 під назвою «Садиба де Бальменов, в якій у 1843 році був Т. Г. Шевченко, А. С. Афанасьєв-Чужбинський, Є. П. Гребінка, Н. В. Кукольник, художники Л. М. Жемчужников, Є. Ф. Крендовський, К. І. Рабус». При цьому в тексті Рішення припущено помилку в назві, де вказано «1973 рік».

## Опис
У середині XVIII століття садиба була придбана М. І. Башиловою у Стоянових. Згодом, як весільне придане віддане за С. А. Башиловою, садиба перейшла до графа Петра Антоновича де Бальмена — сина курського та орловського генерал-губернатора графа Антона де Бальмена.
1796 року було завершено будівництво нового будинку. У 1819 році була побудована сімейна усипальниця Успенська церква (розібрана 1985 року, відновлена 1995 року).
Головний будинок — кам'яний, у формах класицизму, із чотириколонним портиком з боку головного входу, поєднувався з двома флігелями. Серед реліквій будинку збереглися речі Наполеона Бонапарта, привезені О. Бальменом, який у період 1816—1821 був російським комісаром при Наполеоні I на острові Святої Єлени.
1843 року в садибі, під час першої подорожі Україною, зупинявся Тарас Шевченко, який був знайомий з Яковом де Бальменом. Разом із Михайлом Башиловим ілюстрував рукописний «Кобзар» Т. Г. Шевченка (друге видання 1844 року), зокрема, поеми «Гайдамаки» та «Гамалія». Якову Петровичу Тарас Шевченко присвятив свою поему «Кавказ». У 1843 році маєток відвідували Олександр Афанасьєв-Чужбинський, Євген Гребінка, Нестор Кукольник, Лев Жемчужников, Євграф Крендовський, Карл Рабус та інші діячі культури.
1856 року художник Лев Жемчужников та архітектор Іван Штром створили проєкт першого цегляного будинку в українському народному стилі для садиби Бельменів.
Після більшовицької окупації садиба була націоналізована і 1919 року маєток був розорений та розібраний, а територія передана під машинно-тракторну станцію.
Збереглася в'їзна брама (вежа), Шевченківський дуб — пам'ятник природи багатовіковий дуб «Три брати». На території садиби Бальменів розташований парк, площею 16,6 га — парк-пам'ятник садово-паркового мистецтва парку імені Т. Г. Шевченка («Линовицький парк»).
2020 року було проведено реставраційні роботи в'їзних воріт (вежі).

## Галерея

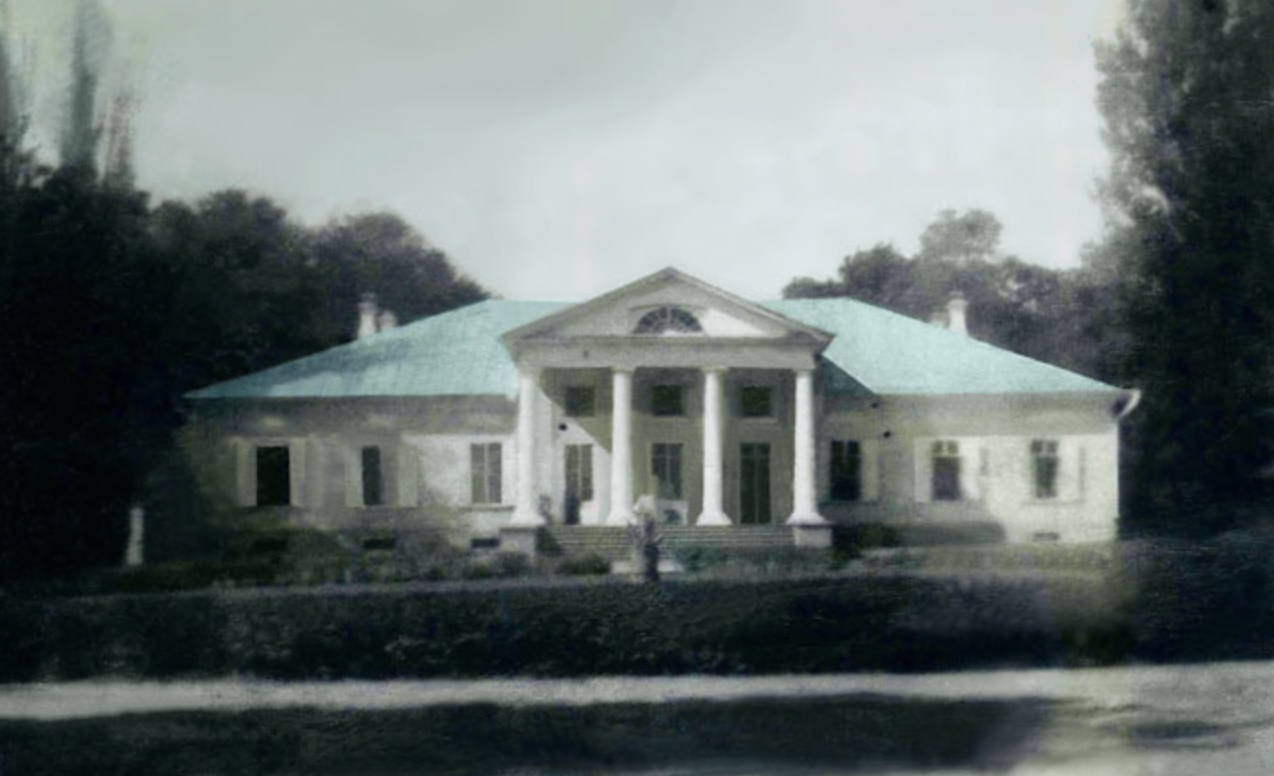
Садибний будинок де Бальменів (1917)
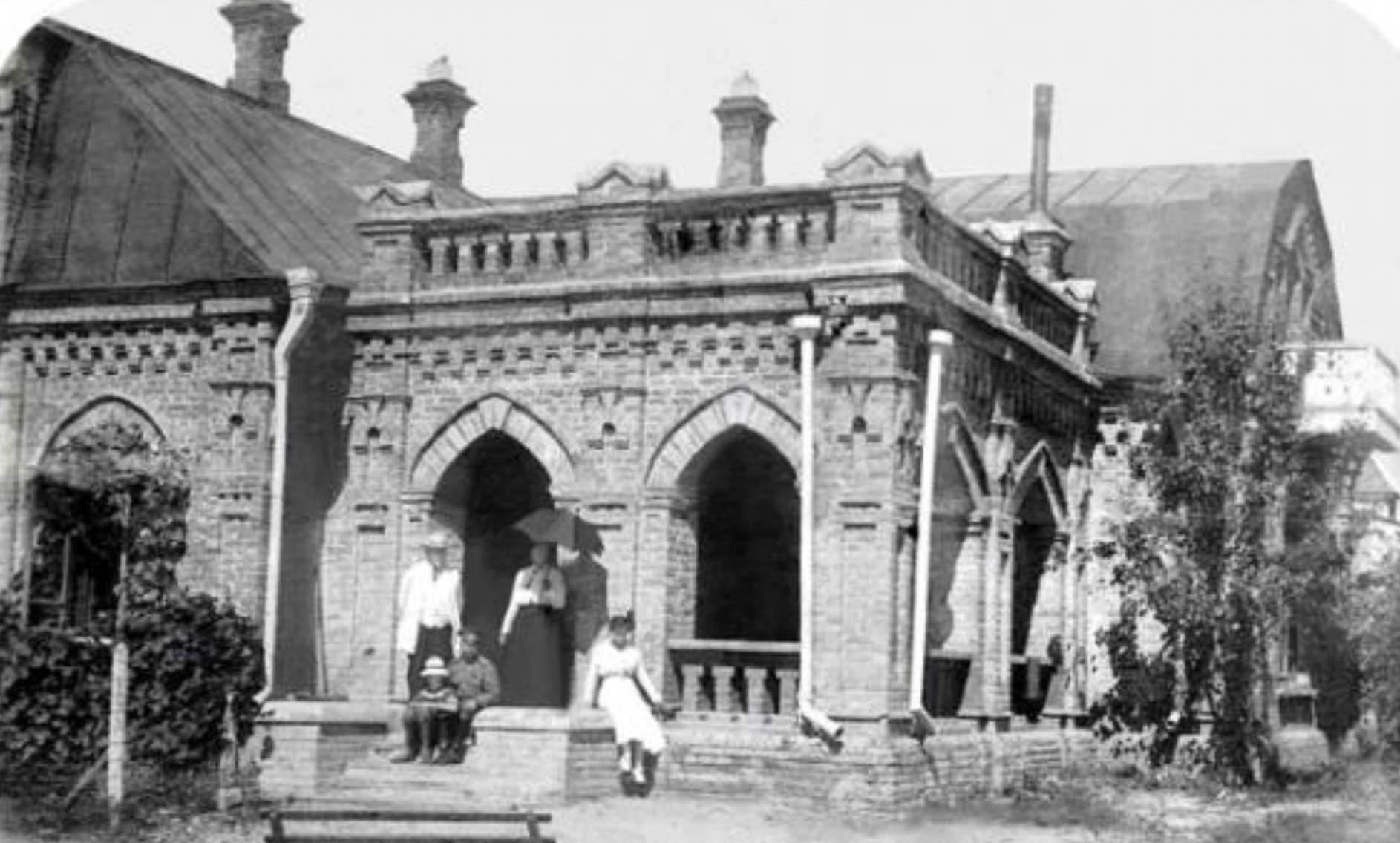
Флігель де Бальменів (1917)
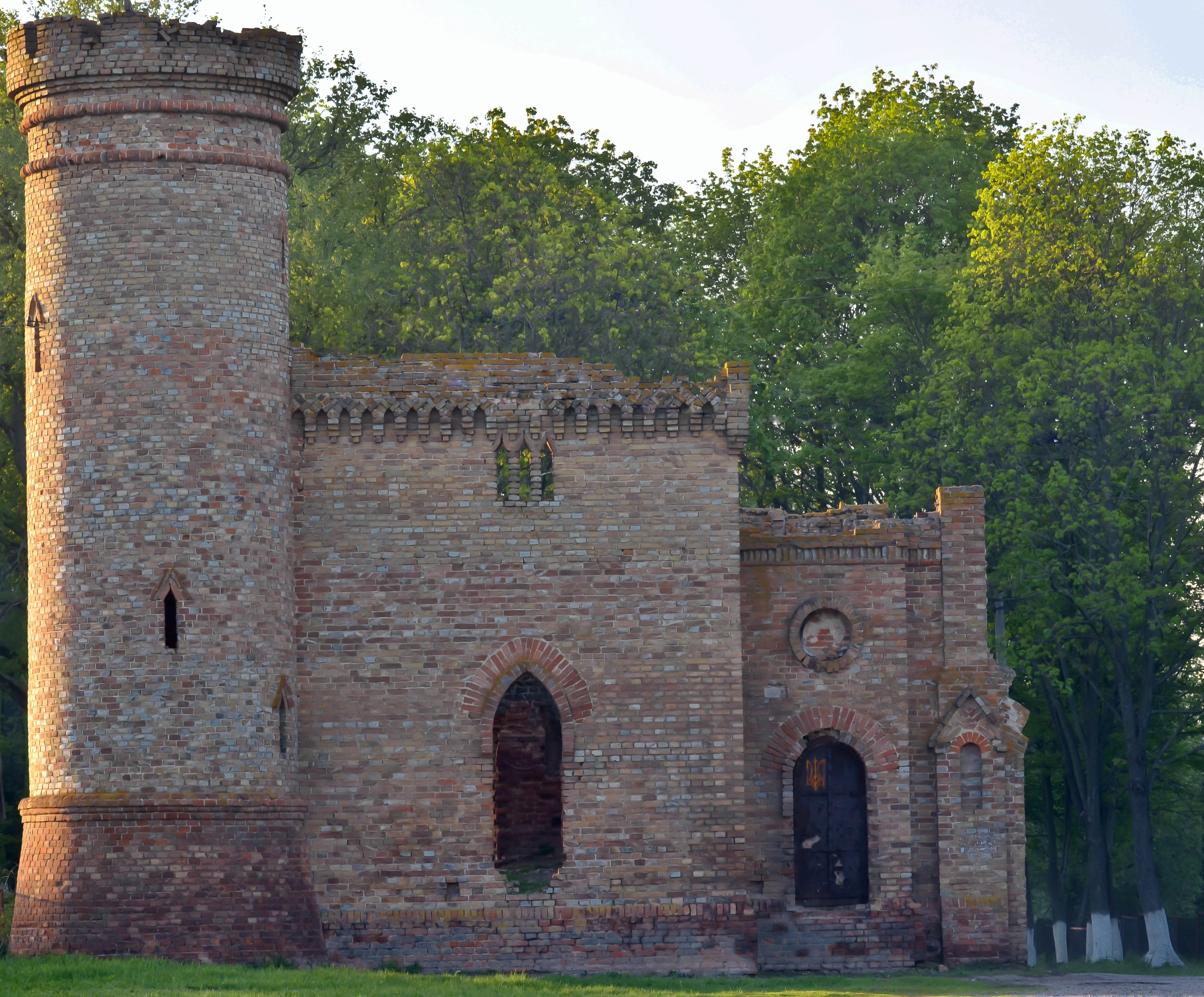
Башта графа де Бальмена (2012)